# أسكونا
هذه المقالة تتحدث عن البلدة السويسرية، أما عن السيارة أنظر أوبل اسكونا
أسكونا (بالإيطالية: Ascona)‏ هي واحدة من بلديات كانتون تيسينو في سويسرا. يقدر عدد سكانها بـ 5,057 نسمة. تقع البلدية على شاطئ بحيرة ماجيوري، وهي مقصد سياحي شهير ويقام بها مهرجان جاز سنوي.

## معرض صور

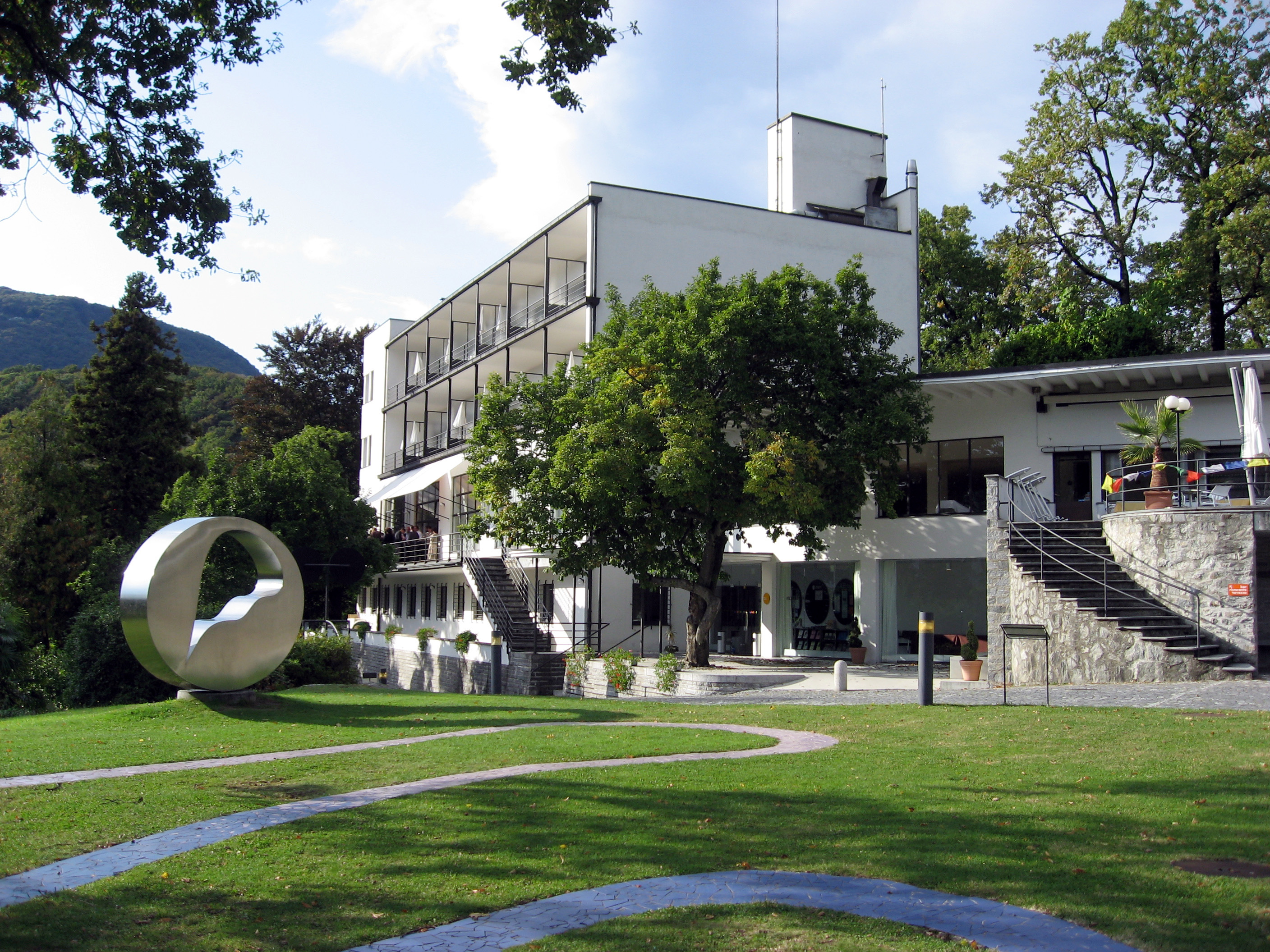
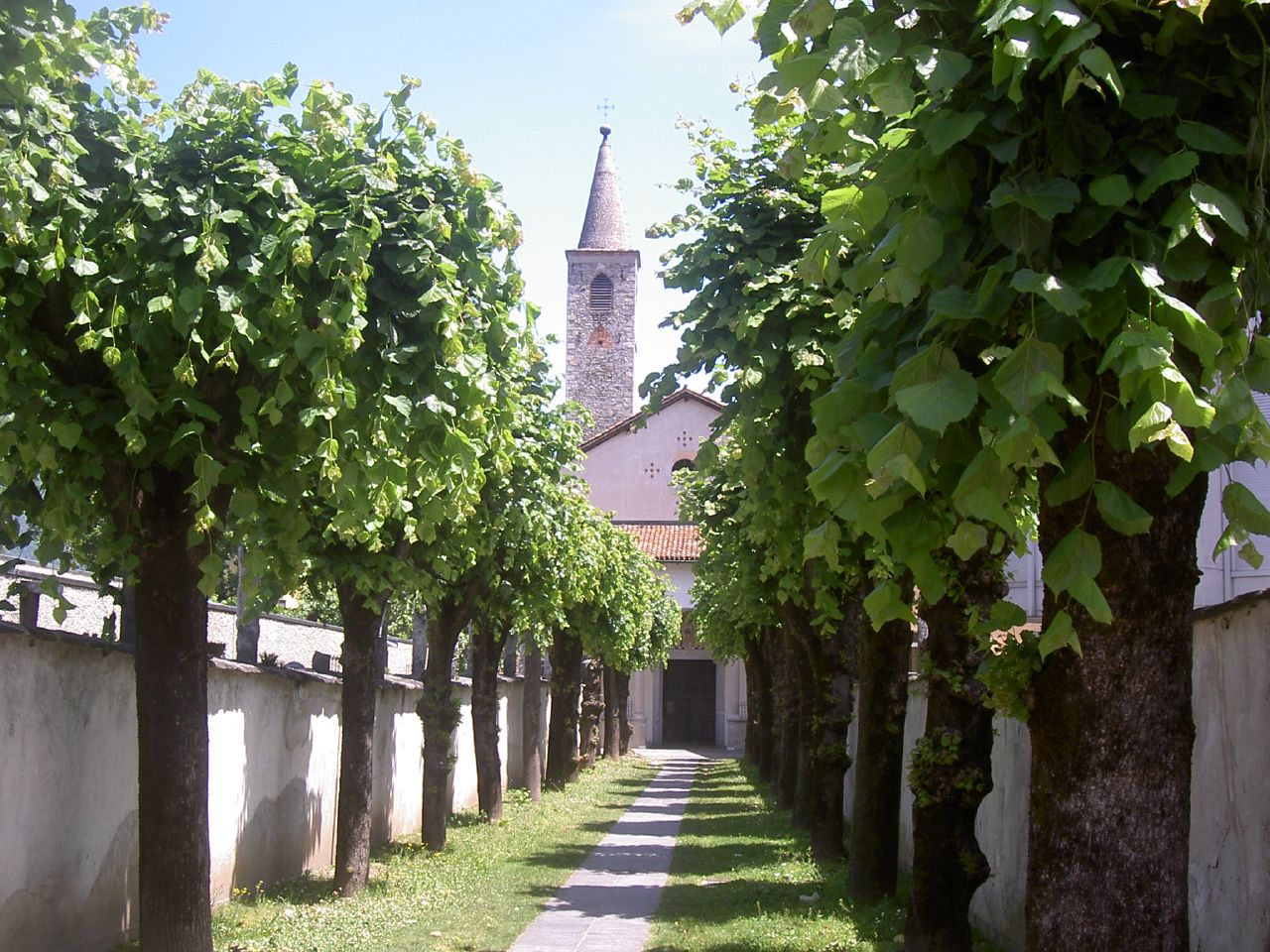
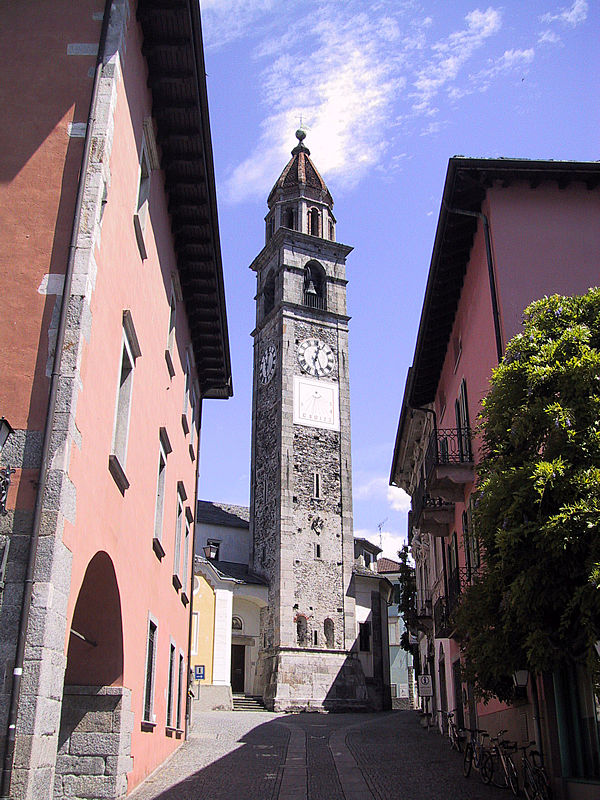

## أعلام
- إميل لودفيغ
- إيفان ديسني
- رولف جيرار
- ديميتري
- غريغور وينتزل